# Pentti Lammio
Pentti Johannes Lammio (* 24. Oktober 1919 in Tampere; † 25. Juli 1999 in Lempäälä) war ein finnischer Eisschnellläufer.

## Karriere
International trat Lammio erstmals bei den Mehrkampfeuropameisterschaften 1939 in Erscheinung.
1948 nahm er an den Olympischen Spielen in St. Moritz teil. Unter schwierigen Bedingungen gewann er dort über 10.000 Meter die Bronzemedaille hinter dem Schweden Åke Seyffarth und seinem Landsmann Lassi Parkkinen. Über die Distanz von 1500 Metern belegte er Platz 21, über 5000 Meter wurde er Achter.
Bei den Olympischen Spielen 1952 in Oslo wurde Lammio Siebter über 5000 Meter und verpasste als Vierter über 10.000 Meter knapp den Bronzerang.

## Persönliche Bestzeiten
| Strecke  | Zeit        | Datum             | Ort        |
| -------- | ----------- | ----------------- | ---------- |
| 500 m    | 46,7 s      | 29. Januar 1939   | Helsinki   |
| 1000 m   | 1:35,2 min  | 25. Februar 1938  | Tampere    |
| 1500 m   | 2:23,9 min  | 2. Februar 1948   | St. Moritz |
| 3000 m   | 5:07,0 min  | 28. Dezember 1947 | Helsinki   |
| 5000 m   | 8:17,3 min  | 9. Februar 1952   | Hamar      |
| 10.000 m | 17:01,1 min | 10. Februar 1952  | Hamar      |